# فتحعلی‌خان
فتحعلی‌خان (به لاتین: Fətəli xan) یک منطقه مسکونی در جمهوری آذربایجان است که در شهرستان قوبا واقع شده است. این روستا نام خود را از فتحعلی‌خان خویسکی نخستین نخست‌وزیر جمهوری خلق آذربایجان گرفته است.
1. ↑  "Belediyye Informasiya Sistemi" (به ترکی آذربایجانی). Archived from the original on September 24, 2008.